# Acroporium depressum
Acroporium depressum là một loài rêu trong họ Sematophyllaceae. Loài này được Thér. mô tả khoa học đầu tiên năm 1926.